# Koshirō Oikawa
Pour les articles homonymes, voir Oikawa.
Koshirō Oikawa (及川 古志郎, Oikawa Koshirō), né le 16 février 1883 et mort le 9 mai 1958, est un amiral de la Marine impériale japonaise. Il exerce des commandements importants pendant la seconde guerre sino-japonaise, à la tête de la 3e Flotte, par deux fois, et de la Flotte de la Zone de Chine. C'est un partisan déterminé de la “faction du traité”, et opposé à la guerre avec les États-Unis. 
Il est ministre de la Marine dans le cabinet du Prince Konoe à partir de septembre 1940, jusqu'à la constitution du cabinet du général Tojo, qui l'écarte, en octobre 1941. Il retrouve un commandement fin 1943, comme Commandant-en-Chef de la Flotte d'Escorte, et peu après que le général Tojo a été remplacé, fin juillet 1944, comme Premier ministre, il est nommé Chef de l'État-Major Général de la Marine. Il en démissionne en mai 1945.

## Carrière
Koshirō Oikawa, né à Kochi (en), dans la préfecture de Niigata, a grandi à Morioka dans la préfecture d'Iwate. Diplômé de la 31e promotion de l'Académie navale impériale du Japon en 1903, classé 76e sur 173 cadets, il embarque comme midship sur le croiseur protégé Itsukushima, de construction française, de la classe Matsushima, sur le croiseur cuirassé Izumo et sur le croiseur cuirassé Chiyoda, sur lequel il prend part à la bataille de Tsushima. Comme enseigne de vaisseau, il rejoint le Centre d'Entrainement du Torpillage, puis embarque sur le cuirassé pré-dreadnought Katori de la classe Kashima. Promu lieutenant de vaisseau, en 1908, il commence le cursus de l'École de Guerre Navale du Japon, suit le cursus avancé de l'École de Torpillage, embarque sur le cuirassé pré-dreadnought Mikasa en 1910, commande en 1911-1912 plusieurs destroyers de 3e classe (Asashio, Asagiri, et Yugiri) et en 1913-1914 achève le cursus de l'École de Guerre Navale. Promu capitaine de corvette en fin 1914, il devient en 1915 , Aide-de-camp du Prince héritier Hiro Hito. Promu capitaine de frégate en 1919, il reçoit le commandement du 15e groupe de destroyers et enseigne à l'École de Torpillage. Promu capitaine de vaisseau en 1923, il commande les croiseurs, alors récents, Kinu  et Tama. Il rejoint alors, de 1924 à 1926, l'État-Major Général de la Marine, comme chef de la 1resection du 1er Bureau (Opérations), puis de 1926 à 1928, l'Académie Navale d'Etajima, comme Chef Instructeur et Chef Formateur.

### Membre de la «faction du traité»
Promu contre-amiral, fin 1928, il est nommé chef d'état-major du district naval de Kure, puis, en 1930, il retourne à l'État-Major Général de la Marine, comme chef du 1er Bureau (Opérations). À cette époque où se tient, en matière de désarmement naval, la première conférence de Londres, il fait nettement partie, au sein de l'état-major de la marine, de la “faction du traité” , qui s'accommode des stipulations des traités limitant la puissance navale japonaise à 60 % de la puissance navale américaine ou britanniqueEn 1932, il commande la 1re Escadre aéronavale, puis il dirige pendant deux ans l'Académie navale d'Etajima. Promu vice-amiral en 1935, il reçoit le commandement de la 3e Flotte, qui opère le long des côtes chinoises.  Il s'efforce d'éviter d'envenimer la situation lors d'incidents avec les Chinois, notamment à Shangaï. De 1936 à 1938, il dirige le Commandement de l'Aéronautique Navale. En avril 1938, il reçoit le Commandement-en-Chef de la Flotte de la Zone de Chine (en), et ainsi retrouve la 3e Flotte sous son commandement.

### Ministre de la Marine et hostile à la guerre
Promu amiral en 1939, il est nommé, en avril 1940, Commandement-en-Chef du district naval de Yokosuka. Il est nommé ministre de la Marine, le 5 septembre 1940, dans le troisième cabinet Konoe, qui va signer à la fin septembre 1940 le Pacte  Tripartite, établissant l'Axe Berlin-Rome-Tokyo , ce dont l'amiral Oikawa s'accommode en raison de sa germanophilie. Pour autant l'amiral Oikawa demeure hostile à la guerre avec l'Union soviétique autant qu'avec les États-Unis. Il s'efforce de tenter d'aplanir les relations nippo-américaines, et donne instruction à l'attaché naval à Washington de travailler en ce sens avec l'ambassadeur japonais, l'amiral en retraite Nomura. Lorsque le général Tojo est désigné par l'Empereur pour remplacer le Prince Konoe, démissionnaire, il écarte l'amiral Oikawa du Ministère de la Marine, où est nommé l'amiral Shimada. Devenu Conseiller naval, l'amiral Oikawa est nommé en octobre 1942 directeur de l'École de Guerre Navale. À la mi-novembre 1943, devant la menace croissante des attaques sous-marines américaines contre la flotte de transport japonaise, est créée une Flotte d'Escorte, c'est-à dire un commandement unifié des forces d'escorte de la Marine impériale japonaise, dont l'amiral Oikawa se voit confier le commandement-en-chef.

### Chef de l'État-Major Général de la Marine
En juillet 1944, après la terrible défaite de la bataille de la mer des Philippines et la perte de Saipan, l'Empereur, à l'instigation du Prince Konoe notamment, renvoie le général Tojo, et l'amiral Yonai remplace au Ministère de la Marine l'amiral Shimada, qui, depuis février, exerçait aussi les fonctions de Chef de l'État-Major Général de la Marine. Début août 1944, ces fonctions sont confiées à l'amiral Oikawa.
Mais la situation militaire ne s'améliore pas, la bataille du golfe de Leyte marque la fin de la capacité opérationnelle des forces navales japonaises. La contribution de la Marine se réduit dès lors, hormis l'Opération Ten-Gō début avril, à des actions des forces aériennes basées à terre, et le plus souvent, pendant les batailles d'Iwo Jima et d'Okinawa, par des attaques de kamikaze, menées par les 1re et 5e Flottes Aériennes des vice-amiraux Ōnishi et Ugaki. Le vice-amiral Ōnishi est d'ailleurs nommé à la mi-mai 1945, Vice-Chef de l'État-Major Général de la Marine. L'amiral Oikawa n'est pas partisan de ces tactiques désespérées, il souhaiterait qu'elles ne soient mises en œuvre que par des volontaires, et pense qu'il faudrait plutôt chercher une issue négociée au conflit. Lorsque l'Empereur Showa refuse d'engager des pourparlers de paix, en mai 1945, cherchant à arracher préalablement une dernière victoire, l'amiral Oikawa donne, le 29 mai, sa démission de Chef de l'État-Major Général de la Marine. Il est remplacé par l'amiral Toyoda. Après la capitulation japonaise, il ne fait l'objet d'aucune incrimination au titre de crimes de guerre, mais est, au contraire, appelé à témoigner dans certains de ces procès. 
Il décède en 1958, à 75 ans.